# Нюзрум (сериал, 2012)
Нюзрум (на английски: The Newsroom) е американска телевизионна драма, създадена от Арън Соркин, чиято премиера е на 24 юни 2012 г. по HBO за Америка, а в България по HBO на 25 юни 2012 г. Сериите проследяват задкулисните истории на измислената телевизионна мрежа „Атлантис Кейбъл Нюз“ (ACN). В актьорския състав е Джеф Даниелс в ролята на Уил Макавой (телевизионен водещ на новините), който заедно с екипа си се опитва да направи предаване, което е в разрез с корпоративното и комерсиалното и техните собствени интереси. Другите актьори в състава са: Емили Мортимър, Джон Галахар младши, Алисън Пил, Томас Садоски, Дев Пател, Оливия Мън и Сам Уотерстън.
Соркин, който е създал политическата драма „Западното крило“, наградена с награда Еми, според мълвата разработва телевизионната драма от 2009 г. След месеци в преговори водещата кабелна мрежа HBO нарежда пилотен епизод през януари 2011 г., а след това и пълен сезон през септември същата година. Соркин лично прави наблюдения и изучава няколко реални новинарски кабелни програми. Той става изпълнителен продуцент, наред със Скот Рудин и Алън Пол.
„Нюзрум“ е подновен за втори сезон, чиято премиера се състои на 14 юли 2013.

## Обзор на сериала
Сериала проследява всичко онова, което се развива зад кадър в измислената телевизия „Атлантис Кейбъл Нюз“ (на английски: Atlantis Cable News (ACN)) и се фокусира върху водещия Уил Макавой (Джеф Даниелс), неговия нов изпълнителен продуцент Макензи Макхейл (Емили Мортимър), новинарския екип – Джим (Джон Галахар младши), Маги (Алисън Пил), Слоун (Оливия Мън), Нейл (Дев Пател), Дон (Томас Садоски) и шефа им Чарли Скинър (Сам Уотерстън).

## Актьори и герои

### Основен състав
- Джеф Даниелс като Уил Макавой: водещ и главен редактор на „Новинарска нощ“.[5] Уил е представен като умерен републиканец и когато не е в ефир е груб към всички в екипа му. Светът му се преобръща, когато Макензи Макхейл влиза отново в живота му. В първия епизод той е принуден да събере нов екип, след като изпълнителният му продуцент се заема с друга програма и почти целият екип заминава с него.[6]
- Емили Мортимър като Макензи (Мак) Макхейл: новият изпълнителен продуцент на „Новинарска нощ“ и бивша приятелка на Уил.
- Джон Галахар младши като Джеймс (Джим) Харпър: продуцент, на когото е била предложена друга работа, след края на предишното предаване на Макензи, но я отказва, за да последва Макензи в „Новинарска нощ“. В новата си работа у него се зараждат чувства към Маги.[7]
- Алисън Пил като Маргарет (Маги) Джордън: асоцииран продуцент на „Новинарска нощ“. Тя една от малкото останали от стария екип на предаването. Има връзка с Дон, но показва чувства към Джим.
- Томас Садоски като Дон Кийфър: бившия изпълнителен продуцент на „Новинарска нощ“, който напуска, за да започне ново предаване в същата телевизия. Остава в „Новинарска нощ“, за да помогне на новия екип.
- Дев Пател като Нийламани (Нийл) Сампат: автор на блога на Уил и следящ интернет за новини.
- Оливия Мън като Слоун Сабит: икономист с програма в телевизията. Слоун е атрактивна, но и антисоциална. Тя е докторант от университета в Дюк и владее японски език.
- Сам Уотерстън като Чарли Скинър: шеф на новинарския отдел в ACN.[8]

### Поддържащ състав
- Джейн Фонда като Леона Лансинг: изпълнителен директор на „Атлантис Уърлд Медия“ (AWM), чиято дъщерна компания е ACN.
- Крис Месина като Рийз Лансинг: президент на ACN и син на Леона.
- Адина Портър като Кендра Джеймс: новинар в „Новинарска нощ“.
- Дейвид Харбър като Елиът Хирш: водещият на новата програма на Дон.
- Хоуп Дейвис като Нина Хауърд: автор на клюкарска колона в „Ти Ем Ай (TMI)“, таблоидно списание на AWM.
- Маргарет Джъдсън като Тес Уестин: асоцииран продуцент в „Нпвинарска нощ“.
- Крис Чалк като Гари Купър: асоцииран продуцент в „Новинарска нощ“ и бивш служител на „Ти Ем Ай“.
- Томас Матюс като Мартин Сталуърт: асоцииран продуцент в „Новинарска нощ“.
- Уин Еверет като Тамара Харт: асоцииран продуцент и новинар в „Новинарска нощ“.
- Джон Тени като Уаид Кембъл: кандидат за Конгреса, който се е срещал за кратко с Макензи, за да подпомогне кампанията си с ACN.
- Тери Крюз като Лони Чърч: бодигарда на Уил, след като получил смъртни заплахи.
- Натали Моралез като Кейли: приятелката на Нийл.
- Келън Колеман като Лиса Ламберт: съквартирантка на Маги, за кратко се среща с Джим.
- Дейвид Крумхотц като д-р Хабиб: терапевта на Уил, наследил терапията на Уил от баща си.
- Пол Шнайдер като Браян Бренър: автор за „списание Ню Йорк“, който Уил наема с пълен достъп, за да опише работата на екипа. Макензи изневерила в миналото на Уил с него.
- Стивън Макинли Адндерсон като Соломен Хенкок: служител на „Ен Ес Ей (NSA)“, който разкрива на Чарли за незаконното подслушване на телефони и имейли на „Ти Ем Ай“.
- Райли Воелкел като Дженифър Джонсън: студентка, която предизвиква Уил в първия епизод, а по-късно е наета на работа в екипа му.

## Продукция

### Развитие
Ентъртеймънт уикли през април 2009 г. съобщава, че още докато работи по сценария на Социалната мрежа, Соркин разбработва нова телевизионна драма, чието действие се развива зад ефира на кабелно телевизионно предаване. Соркин е създател на сериала „Спортни нощи“ (в България излъчван по AXN) и „Студио 60“, като и двата сериала показват задефирния живот на измислени ТВ програми.
Разговорите между Соркин и „Ейч Би О“ започват от 2010 г. През януари 2011 г. Соркин представя проекта си на „BBC News“.
За да направи проучванията си за новинарския свят, Соркин е гост зад кадър в „Обратно борене с Кейт Олбърман“ в телевизия MSNBC, през 2010г., за да наблюдава изготвянето на продукцията за предаването, както и екипа на „Патрик – Спитцър“ като техен гост в тяхната програма.Също така прекарва време в сянка и в програмата „Сложна игра с Крис Матюз“ както и в други програми по канал „Фокс Нюз“ и CNN.